# Wilhelm Koch (Fußballfunktionär)
Wilhelm Koch (* 13. Februar 1900 in Hamburg; † 10. Dezember 1969 ebenda) war ein deutscher Fußballfunktionär und Unternehmer.

## Leben
Koch war in seiner Jugend Mitglied des Hamburg St. Pauli Turnverein und spielte dort als Torwart Fußball. 1931 trat er das Amt des Vorsitzenden des FC St. Pauli an. Beruflich handelte er mit Häuten und Fellen. Die jüdischen Vorbesitzer des Unternehmens, welches Koch gemeinsam mit einem Geschäftspartner unter der Firmenbezeichnung Koch & Scharff als Gesellschafter führte, flohen 1933 vor den Nationalsozialisten nach Schweden. Bevor Koch 1933 die Unternehmensleitung übernahm, war er dort Prokurist. Ein 1997 und 1998 vom Geschichtswissenschaftler Frank Bajohr erstelltes Gutachten über Koch, das der FC St. Pauli in Auftrag gegeben hatte, kam anhand der vorliegenden Quellen zur Erkenntnis, dass Koch bei der Übernahme des Unternehmens 1933 nicht Nutznießer der Arisierungspolitik der Nationalsozialisten gewesen sei und keine Bereicherungsabsicht vorgelegen habe. Koch trat zum 1. Mai 1937 in die NSDAP ein (Mitgliedsnummer 4.058.424). Bajohrs Einschätzung nach war Koch kein „politischer Zeitgenosse“ und „kein ideologisch überzeugter und parteipolitisch aktiver Nazi“.
Zunächst bis Herbst 1945 war Koch Vereinsvorsitzender. 1947 wurde er im Rahmen der Entnazifizierung erst als Mitläufer, dann in die Kategorie „entlastet“ eingestuft. Ob Koch ab 1947 oder erst ab 1948 wieder als Vorsitzender des FC St. Pauli tätig war, ist nicht endgültig gesichert, der Verein gibt 1947 an.
Koch starb am 10. Dezember 1969 nach „kurzer schwerer Krankheit“. Er war bis zu seinem Ableben Vorsitzender des FC St. Pauli und beim Unternehmen Koch & Scharff Seniorchef. Laut Hamburger Abendblatt tat Koch während seiner Amtszeiten für den Verein „außergewöhnlich viel“. Er war ein „Verfechter der zweiten Bundesliga“, welche fünf Jahre nach seinem Tod eingeführt wurde und an der der FC St. Pauli ab der ersten Saison 1974/75 teilnahm.  
Bei der Mitgliederversammlung des FC St. Pauli im März 1970, auf der Ernst Schacht als Kochs Nachfolger Vereinsvorsitzender wurde, stimmten man mehrheitlich für die Benennung der Spielstätte am Heiligengeistfeld in „Wilhelm-Koch-Stadion am Millerntor“.

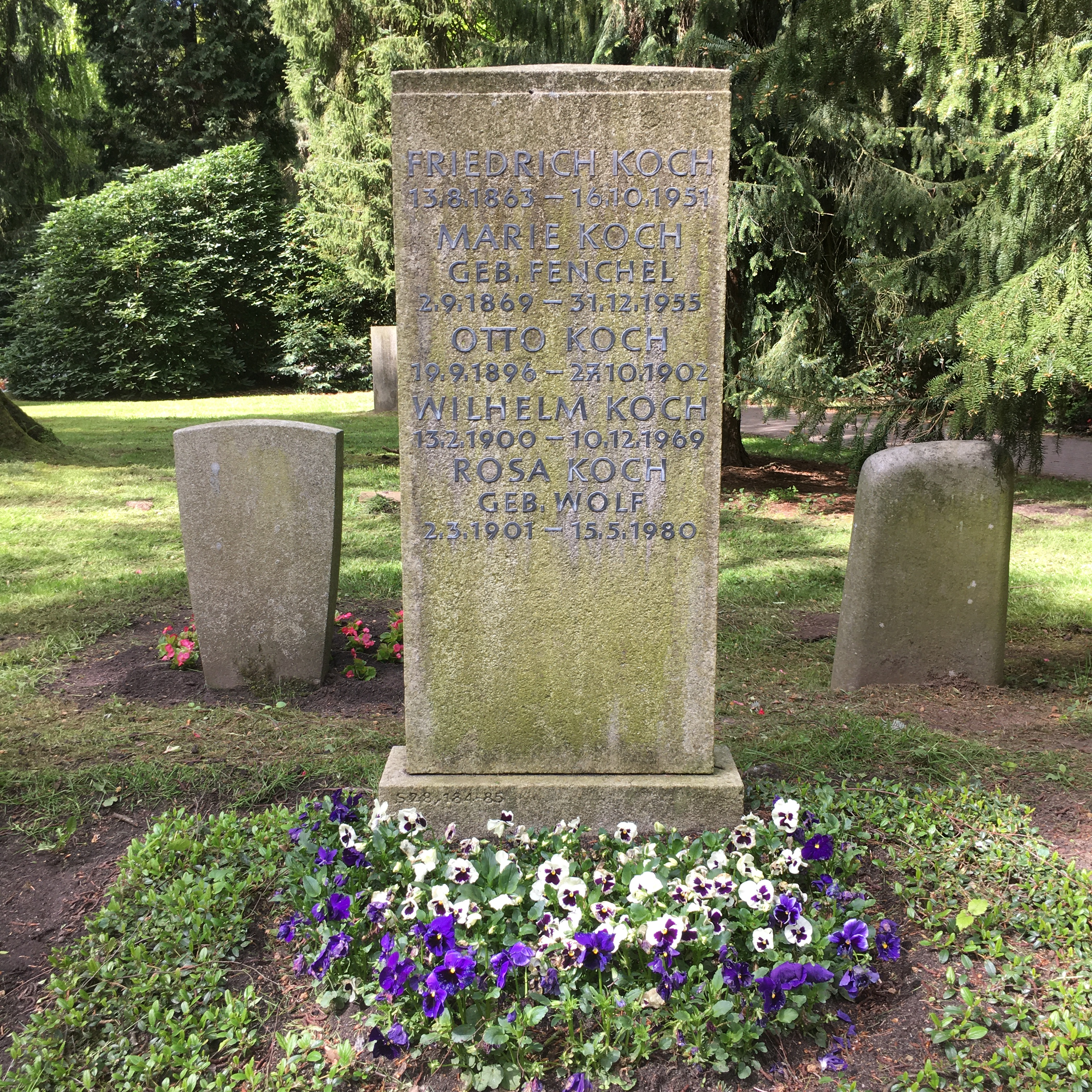
Grabstätte auf dem Friedhof Ohlsdorf

1997 veröffentlichte René Martens in seinem Buch FC St. Pauli – you'll never walk alone, für dessen Erstellung er unter anderem Unterlagen des Staatsarchivs sowie des Handelsregisters gesichtet hatte, Einzelheiten über Kochs Leben und dessen Rolle während der NS-Zeit. Darin wurde Koch vorgeworfen, er habe sein Privatvermögen „zu einem gewichtigen Teil den Nazis zu verdanken“, und er hatte dem Verein im Laufe seines Lebens daraus einen sechsstelligen Geldbetrag zugeführt. Das Buch führte zu einer öffentlichen Diskussion über Wilhelm Koch. Ein Vereinsmitglied stellte den Antrag, die Spielstätte in „Stadion am Millerntor“ umzubenennen. Auf der Mitgliederversammlung Ende Oktober 1997 wurde darüber heftig gestritten; Aufsichtsratsvorsitzender Hans Apel erachtete die Auseinandersetzungen als „Grabenkämpfe“. Zu einer Entscheidung kam es nicht. Daraufhin gab der Verein bei Frank Bajohr oben erwähntes Gutachten in Auftrag. Nach Abschluss der wissenschaftlichen Untersuchung schlussfolgerten Präsidium und Aufsichtsrat im Mai 1998, dass „keinerlei Handlungsbedarf“ bestehe. Anfang November 1998 stimmte eine Mehrheit der Mitgliederversammlung des FC St. Pauli für die Umbenennung des Stadions. Unmittelbar nach Bekanntgabe des Ergebnisses (133 Ja-Stimmen, 72 Nein-Stimmen, 20 Enthaltungen) traten vier Aufsichtsratsmitglieder aus Protest zurück.
Wilhelm Koch erhielt seine letzte Ruhestätte auf dem Friedhof Ohlsdorf. Sie liegt nördlich von Kapelle 10 im Planquadrat S 28.